# کوگریسئوگو
کوگریسئوگو شهری در شهرستان کونگوسی در استان بام در بورکینافاسوی شمالی است و جمعیت آن ۵۴ نفر است.